# Karel III van Bourbon
Karel III van Bourbon (Montpellier, 17 februari 1490 - Rome, 6 mei 1527) was van 1501 tot aan zijn dood graaf van Montpensier en dauphin van Auvergne, van 1505 tot aan zijn dood heer van Beaujeu, graaf van Clermont, La Marche en Forez en hertog van Auvergne en Bourbon en van 1515 tot aan zijn dood hertog van Châtellerault. Hij behoorde tot het huis Montpellier, een zijtak van het huis Bourbon.

## Levensloop
Karel III was de tweede zoon van graaf Gilbert van Montpensier en diens echtgenote Clara Gonzaga, dochter van markgraaf Federico I Gonzaga van Mantua. Na het overlijden van zijn vader in 1496 en van zijn oudere broer Lodewijk II in 1501, werd Karel de erfgenaam van de familietitels en de uitgebreide landerijen in Auvergne.
Op 10 mei 1505 huwde hij met zijn nicht in de tweede graad, hertogin Suzanna van Bourbon (1491-1521). Het was een dynastiek huwelijk, bestemd om de erfopvolgingskwestie van de Bourbon-landerijen op te lossen. Deze kwestie was er gekomen omdat Suzanna's vader Peter II zonder overlevende zonen kwam te overlijden. Als hoofd van de Montpensier-linie was Karel de belangrijkste mannelijke erfgenaam van de Bourbon-landerijen. Door het huwelijk kreeg Karel onbetwist de titel van hertog van Bourbon. Na het overlijden van hertog Karel IV van Alençon in 1525 werd hij bovendien de belangrijkste erfgenaam van het koninkrijk Frankrijk indien het huis Valois in de mannelijke lijn zou uitsterven. Karel en zijn echtgenote Suzanna kregen drie kinderen: een zoon Frans (1517-1518), die slechts enkele maanden leefde, en een doodgeboren tweeling (1518). 
Nadat Karel zich als soldaat wist te onderscheiden in de Italiaanse Oorlogen, werd hij in 1515 door koning Frans I van Frankrijk benoemd tot Connétable van Frankrijk en werd hij als dank voor zijn verdiensten in de Slag bij Marignano benoemd tot gouverneur van Milaan. De trotse en welvarende Karel had echter niet altijd een gemakkelijke band met Frans. Zo werd hij al snel teruggeroepen uit Milaan en weigerde Frans zijn schulden aan Karel terug te betalen. Karel was ook ontevreden met het feit dat Frans zijn schoonbroer Karel IV van Alençon benoemde tot commandant van de voorhoede bij de militaire campagne in de Habsburgse Nederlanden, een functie die Karel III eigenlijk had moeten uitoefenen. 
In 1521 kwam het tot een definitieve breuk tussen Karel en Frans. Dat jaar stierf Karels echtgenote Suzanna en erfde hij haar landerijen. Ondanks alle voorheen gemaakte afspraken, eiste Frans' moeder Louise van Savoye deze landerijen op. Louise stelde voor de kwestie op te lossen door met Karel te huwen, maar de veertien jaar jongere Karel wilde daar niets van weten. Frans confisqueerde daarop een deel van de Bourbon-landerijen voor zijn moeder, nog voor een rechtszaak was geopend. Karel sloot vervolgens een geheim akkoord met keizer Karel V en bood hem zijn militaire diensten aan. Samen met koning Hendrik VIII van Engeland en Karel V ontwikkelde Karel III een groot plan om Frankrijk onderling te verdelen. Nadat deze samenzwering werd ontdekt, werd Karel van al zijn functies ontheven en uitgeroepen tot landverrader. In 1523 vluchtte hij naar Italië, waar hij in keizerlijke militaire dienst ging. 
In 1524 verdreef Karel III de Franse troepen uit Lombardije en in 1525 vocht hij in de Slag bij Pavia. Vervolgens kreeg hij van de keizer het bevel over een gemengd Spaans-Duits leger om paus Clemens VII te straffen voor zijn steun aan koning Frans van Frankrijk. Hij slaagde er niet in om zijn leger van geld en voedsel te voorzien en Karel kon zijn leger enkel samenhouden door een plundering te beloven. Hoewel Karel V inmiddels een wapenstilstand met Clemens VII had gesloten, marcheerde het leger verder naar Rome. Op 6 mei 1527 bestormden de troepen de stad, waarbij Karel om het leven kwam. Door de dood van Karel was er geen enkele controle meer over het leger, wat resulteerde in de Plundering van Rome.
Met Karels overlijden stierf de linie Montpensier van het huis Bourbon uit. Zijn landerijen werden geannexeerd door de Franse kroon en gingen naar Louise van Savoye.   